# 5호선 발산역 탈선 사고
5호선 발산역 탈선사고는 2020년 5월 24일 오전 1시 40분에 방화차량기지로 회송하는 열차가 탈선한 사고다.

## 사고 개요
고덕차량기지에서 점검 받고 방화차량기지로 이동 중이었으며 발산역을 통과하는 중에 탈선사고가 발생하였다.

## 피해 규모
열차가 탈선되는 충격으로 스크린도어(방화방면)가 크게 파손되었을 뿐만 아니라 광통신케이블이 손상되어 승강장까지 피해를 입는 상황이 발생되었다.

## 사고 여파
사고 당일 방화역~화곡역 운행이 중단되고, 대체수송버스를 운행하였다.